# Naharlagun
Naharlagun är en stad i den indiska delstaten Arunachal Pradesh, och tillhör distriktet Papum Pare. Folkmängden uppgick till 36 158 invånare vid folkräkningen 2011, vilket gör den till delstatens näst största stad.